# Bermont
Bermont település Franciaországban, Territoire de Belfort megyében. Lakosainak száma 373 fő (2022. január 1.). Bermont Dorans, Brevilliers, Châtenois-les-Forges, Sevenans és Trévenans községekkel határos.

## Népesség
A település népességének változása:
| Lakosok száma | 378  | 391  | 406  | 391  | 384  | 378  | 376  | 375  | 373  |
|               | 2013 | 2015 | 2016 | 2017 | 2018 | 2019 | 2020 | 2021 | 2022 |